# Eldred (Illinois)
Eldred és una població dels Estats Units a l'estat d'Illinois. Segons el cens del 2000 tenia 211 habitants.

## Demografia
Segons el cens del 2000, Eldred tenia 211 habitants, 97 habitatges, i 54 famílies. La densitat de població era de 626,7 habitants/km².
Dels 97 habitatges en un 23,7% hi vivien nens de menys de 18 anys, en un 40,2% hi vivien parelles casades, en un 9,3% dones solteres, i en un 44,3% no eren unitats familiars. En el 32% dels habitatges hi vivien persones soles el 22,7% de les quals corresponia a persones de 65 anys o més que vivien soles. El nombre mitjà de persones vivint en cada habitatge era de 2,18 i el nombre mitjà de persones que vivien en cada família era de 2,69.
Per edats la població es repartia de la següent manera: un 20,9% tenia menys de 18 anys, un 7,6% entre 18 i 24, un 21,8% entre 25 i 44, un 29,9% de 45 a 60 i un 19,9% 65 anys o més.
L'edat mediana era de 45 anys. Per cada 100 dones de 18 o més anys hi havia 87,6 homes.
La renda mediana per habitatge era de 26.250 $ i la renda mediana per família de 23.438 $. Els homes tenien una renda mediana de 22.917 $ mentre que les dones 17.115 $. La renda per capita de la població era de 13.772 $. Aproximadament el 29,1% de les famílies i el 37,2% de la població estaven per davall del llindar de pobresa.

## Poblacions més properes
El següent diagrama mostra les poblacions més properes.